# Károly Grósz
Károly Grósz (Miskolc, 1 de agosto de 1930 – Gödöllő, 7 de enero de 1996) fue un político húngaro de filiación comunista, que desempeñó el cargo de primer ministro de la República Popular de Hungría entre 1987 y 1988, liderando el ala más conservadora del régimen.

## Biografía
Grósz nació en una familia obrera en Miskolc y se unió al Partido Comunista de Hungría en 1945 con apenas 14 años de edad; cuando los comunistas húngaros se hicieron con el poder en 1949, Grósz halló grandes oportunidades de iniciar una carrera política promisoria y pronto alcanzó prominencia entre los militantes del Partido Socialista Obrero Húngaro (PSOH) en su región natal.
En 1974, con 44 años, fue designado jefe máximo del Departamento de Agitación y Propaganda del PSOH, logrando fama nacional. En 1979 fue designado secretario general del comité del PSOH en Miskolc pero en 1984 volvió a la relevancia nacional cuando ocupó el mismo cargo en Budapest, la capital. En el siguiente Congreso del PSOH (1985) fue elegido como miembro del Politburó.
La situación interna de Hungría para esas fechas estaba signada por un fuerte estancamiento económico y un deterioro del nivel de vida de la población, pese a que el veterano líder comunista János Kádár había procurado mantener un control menos rígido de la población, con algunas comodidades materiales que no había en el resto de estados del pacto de Varsovia, imponiendo el denominado "comunismo goulash". Pese a ello, la situación política se tornaba más difícil y ello favoreció que Kádár apoyara en 1987 la designación de Grósz como primer ministro de Hungría, en reemplazo de György Lázár, quien desempeñaba ese cargo desde hacía once años.
La designación del joven y enérgico Grósz fue aceptada ampliamente en Hungría y en el extranjero, considerando además que János Kádár, secretario general del PSOH desde 1956, se hallaba en mal estado de salud. El propio Kádár tenía previsto continuar al frente del PSOH hasta 1990 pero su enfermedad y la delicada situación interna de Hungría le motivaron a renunciar a sus cargos en mayo de 1988, recomendando a Grósz como sucesor en la secretaría general del PSOH. Grósz admitió la necesidad de algunos cambios políticos, pero sin atacar ni cuestionar la esencia del marxismo leninismo que constituía la base del sistema política húngaro, rechazando toda liberalización que condujera a una democracia parlamentaria al estilo de Europa Occidental.
La influencia de Grósz en el PSOH empezó a declinar debido al empuje de un grupo de líderes jóvenes como Miklós Németh, Rezső Nyers, Gyula Horn e Imre Pozsgay, y al conocerse de una entrevista de Grósz con el dictador de Rumania Nicolae Ceaușescu, para discutir con él la suerte de los húngaros étnicos que habían emigrado desde la región rumana de Transilvania. En el PSOH se acusó a Grósz de confiar demasiado en Ceaușescu y ello le dejó sin fuerzas para oponerse a la designación de Miklós Németh como primer ministro en noviembre de 1988, aunque mantuvo su cargo como secretario general del PSOH.
Apartado del mando ejecutivo, Grósz lideró el ala más conservadora del PSOH, tratando de evitar la liberalización emprendida por el nuevo régimen al amparo de las políticas soviéticas de la perestroika y el glásnost. Grósz se opuso también a la rehabilitación pública de Imre Nagy y a su funeral de estado realizado el 16 de junio de 1989 (menos de un mes antes de la muerte de János Kádár), difundiendo que Nagy había trabajado como agente de la KGB soviética en las décadas de 1930 y 1940. Tal acusación fue formulada en un discurso ante el comité central del PSOH, pero la dirigencia del partido rechazó revelar tales declaraciones al público.
La oposición de Grósz a las reformas prosiguió a lo largo de 1989, hasta que el 7 de octubre del mismo año el PSOH pasó a llamarse Partido Socialista Húngaro, abrazaba el multipartidismo, y renunciaba a la doctrina del marxismo leninismo. Grósz y otros líderes conservadores abandonaron el PSOH y fundaron en diciembre de 1989 un "Partido de Trabajadores Comunistas" que se presentó a las elecciones parlamentarias del 25 de marzo y 8 de abril de 1990, pero este partido no alcanzó escaño alguno en el Parlamento, tras lo cual Grósz volvió a la vida privada.
Grósz murió el año de 1996 en Gödöllő, por un cáncer de riñón.